# Yilbegän
Yilbegän ([jilbe'gæn]; Йилбегән; Yelbegän, tatarisch: Cilbegän/Җилбегән oder Yelbegen) ist ein mehrköpfiges, menschenfressendes Monster in der Mythologie der sibirischen Turkvölker und Tataren.
In manchen Mythen wird der Yilbegän als geflügelter Drache, eine schlangenartige Kreatur, oder auch als ogerähnlicher Behemoth, der auf einem Ochsen mit 99 Hörnern reitet, beschrieben. Manche Epen beinhalten mehrköpfige Yilbegän als Nachkommen von Altan Sibaldai, der „goldenen Hexe“, die ein Vasall der Unterwelt ist. Andere Epen beschreiben auch einen Yilbegän als einen König namens Yelmogus.